# Simulium angrense
Simulium angrense är en tvåvingeart som beskrevs av Pinto 1932. Simulium angrense ingår i släktet Simulium och familjen knott. Inga underarter finns listade i Catalogue of Life.